# Charles Emmanuel Biset

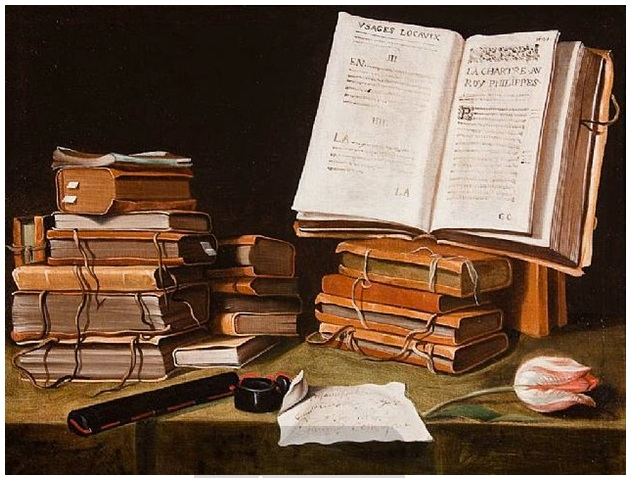
Stilleven met boeken (Charles Emmanuel Biset)

Charles Emmanuel Biset (Mechelen, 26 december 1633 - Breda, 19 oktober 1707) was een Zuid-Nederlands schilder en tekenaar, die later ook hofschilder werd. Hij specialiseerde zich in stillevens, genrevoorstellingen, portretten en historiestukken.
Biset was de zoon en leerling van Joris Biset, een schilder van decoraties. In 1662 trouwde hij met Maria van Uden, dochter van de landschapschilder Lucas van Uden. Na haar overlijden in 1665 begon hij een relatie met haar zus Anna, met wie hij een dochter, Dorothea, kreeg. Op 30 juni 1670 hertrouwde hij echter met Anna Cleymans, met wie hij de zonen Jean Andreas en Jean Charles (Jan Karel) kreeg, die later eveneens schilders werden. Hij trouwde voor de derde keer op 12 december 1682 met Joanna van de Velde.
Zijn carrière begon in Mechelen, waar hij van 1648 tot circa 1655 actief was. In 1655 vertrok hij naar Parijs, waar hij voor het hof van Lodewijk XIV werkte. Hij verbleef vermoedelijk enige tijd in Annonay in de tweede helft van de jaren 1650. Na zijn terugkeer uit Frankrijk vestigde hij zich in Brussel en later in Antwerpen, waar hij tussen 1661 en 1687 werkzaam was. In Antwerpen werd hij lid van het Sint-Lucasgilde, waarvan hij in het gildejaar 1675/1676 deken was. Hij was de leermeester van Jan Anthonie Coxie. Naast zijn eigen werk voegde Biset vaak figuren toe aan schilderijen van andere kunstenaars. 
In Antwerpen diende Biset als luitenant onder kapitein Sebastiaen de Neve in het schuttersgilde de Oude Handboog. In 1687 verhuisde hij naar Breda, waar hij tot zijn overlijden in 1707 woonde.
Biset stond ook bekend onder de namen Karel Emmanuel Biset, Bizet, of Carolus Emanuel Bouset.
- Biografisch Portaal: 50621706
- Gemeinsame Normdatei: 1038727391
- International Standard Name Identifier: 0000 0000 7054 9286
- Nederlandse Thesaurus van Auteursnamen: 357290593
- RKD-Nederlands Instituut voor Kunstgeschiedenis: 8612
- Union List of Artist Names: 500025648
- Virtual International Authority File: 95839815
- WorldCat: E39PBJhCFyCDH7mMMCKqQwvrbd